# Jersey Airport
Jersey Airport is een luchthaven op het eiland Jersey, dat deel uitmaakt van de Kanaaleilanden. De luchthaven bevindt zich in de parish (gemeente) Saint Peter.

## Geschiedenis
Voor 1937 was Jersey enkel te bereiken met dubbeldekkers en enkele watervliegtuigen die gebruik maakten van het strand van Saint Aubin’s Bay. Dit gebeurde onder meer door Jersey Airways en Imperial Airways. De condities waren niet ideaal en vanwege de springvloed was het strand telkens slechts gedurende een beperkte tijd te gebruiken. Ook was het lastig om te voorkomen dat passanten zich op de "landingsbaan" bevonden. Wanneer een vliegtuig defect raakte, moest het worden weggesleept voordat de vloed intrad.
Het parlement van Jersey besloot daarom tot de bouw van een luchthaven. Deze werd in 1937 in gebruik genomen. Er waren vier grasbanen, waarvan de langste 896 meter (2940 voet) lang was en voorzien was van een betonnen middellijn. Gedurende de bezetting tijdens de Tweede Wereldoorlog bouwde de Luftwaffe betonnen taxibanen en enkele hangars. waarvan er nog altijd een aanwezig is. In 1952 werd een 1280 meter lange baan van asfalt in gebruik genomen en werden de grasbanen gesloten. In de hieropvolgende jaren werd de baan enkele malen verlengd. Dit gebeurde voor het laatst in 1976, waarmee de baan de huidige lengte van 1706 meter bereikte. Ook werden extra taxibanen toegevoegd. In oktober 2007 kondigde Thomsonfly aan minder vluchten uit te voeren op Jersey vanwege de beperkte lengte van de baan, nadat deze maatschappij de grotere Boeing 737-800 aan zijn vloot had toegevoegd.
De terminal uit 1937 werd zo ontworpen dat de verkeerstoren zich tussen het vertrek- en aankomstgebied bevond. Deze terminal werd in 1976 en 1997 uitgebreid. In 2010 werd een nieuwe verkeerstoren in gebruik genomen.
Volgens de statistieken uit 2010 waren er jaarlijks zo'n 62.000 vliegbewegingen en 1,46 miljoen passagiers op Jersey Airport.
Jersey Airport is verbonden met talloze bestemmingen in Groot-Brittannië en Ierland. Naast de lokale maatschappijen Aurigny en Blue Islands wordt de luchthaven ook aangedaan door vele Europese maatschappijen, waaronder British Airways, flybe en Lufthansa.

## Afbeeldingen

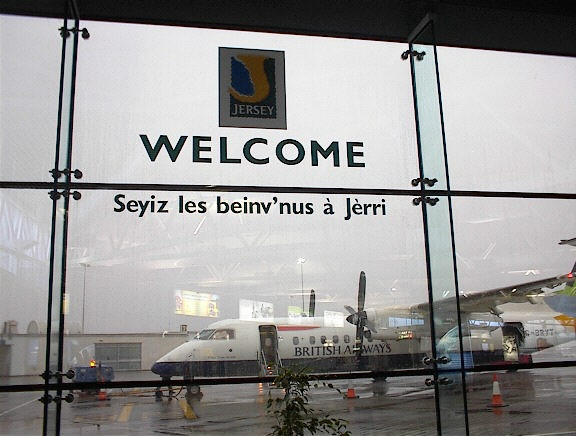
Een BA-toestel gezien vanuit de aankomsthal
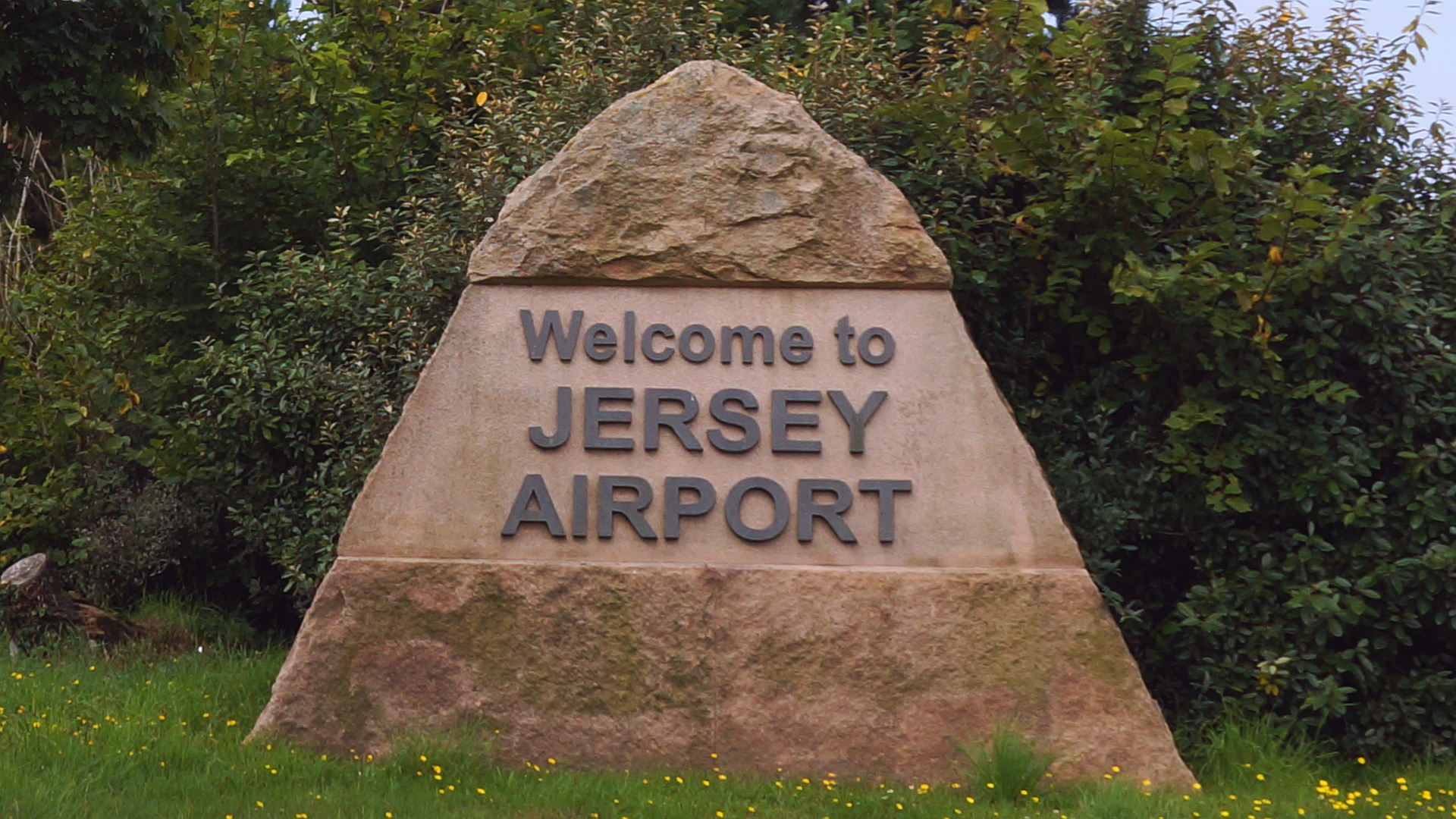
Welkom op de luchthaven van Jersey
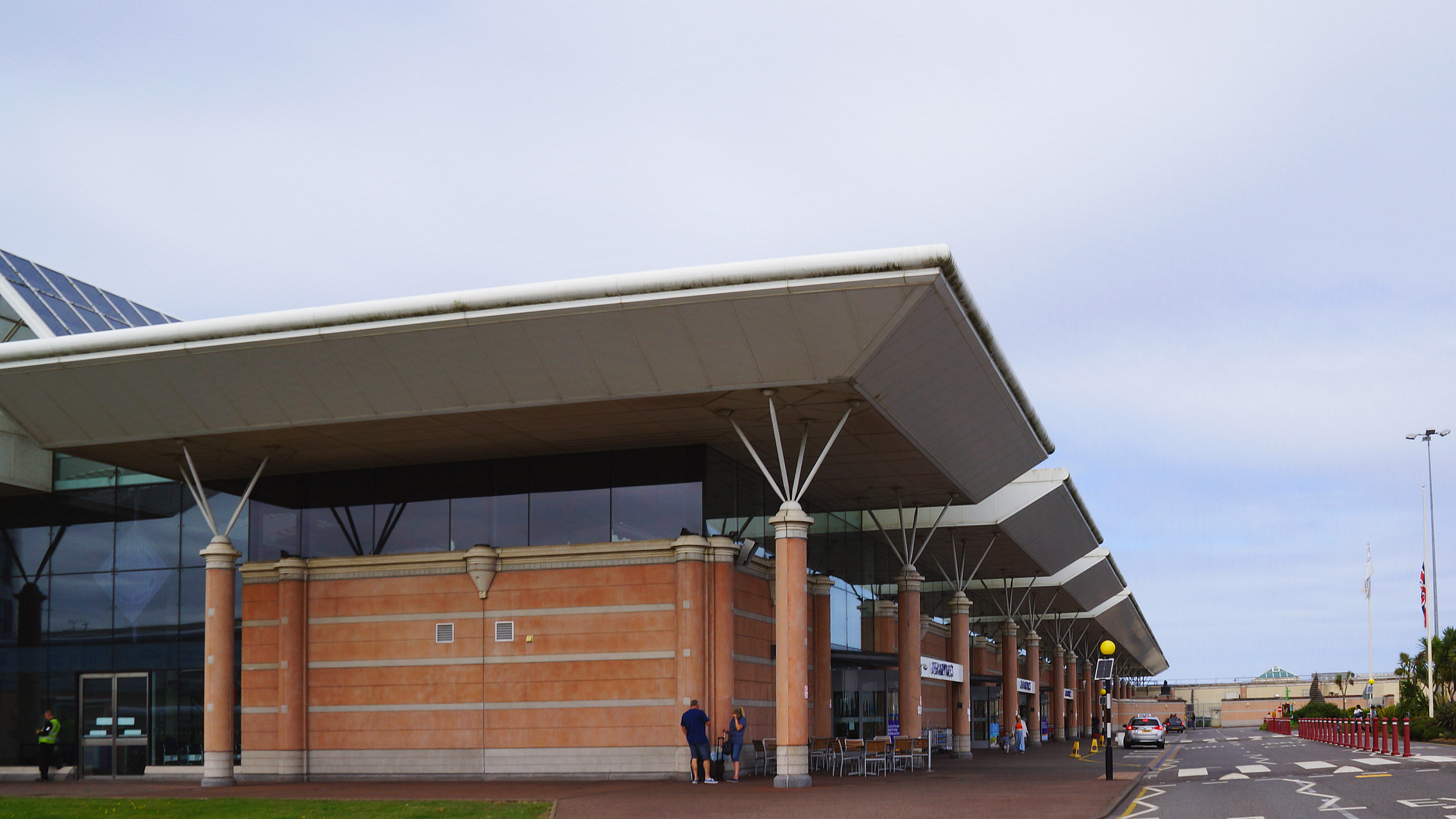
De terminal van de luchthaven van Jersey
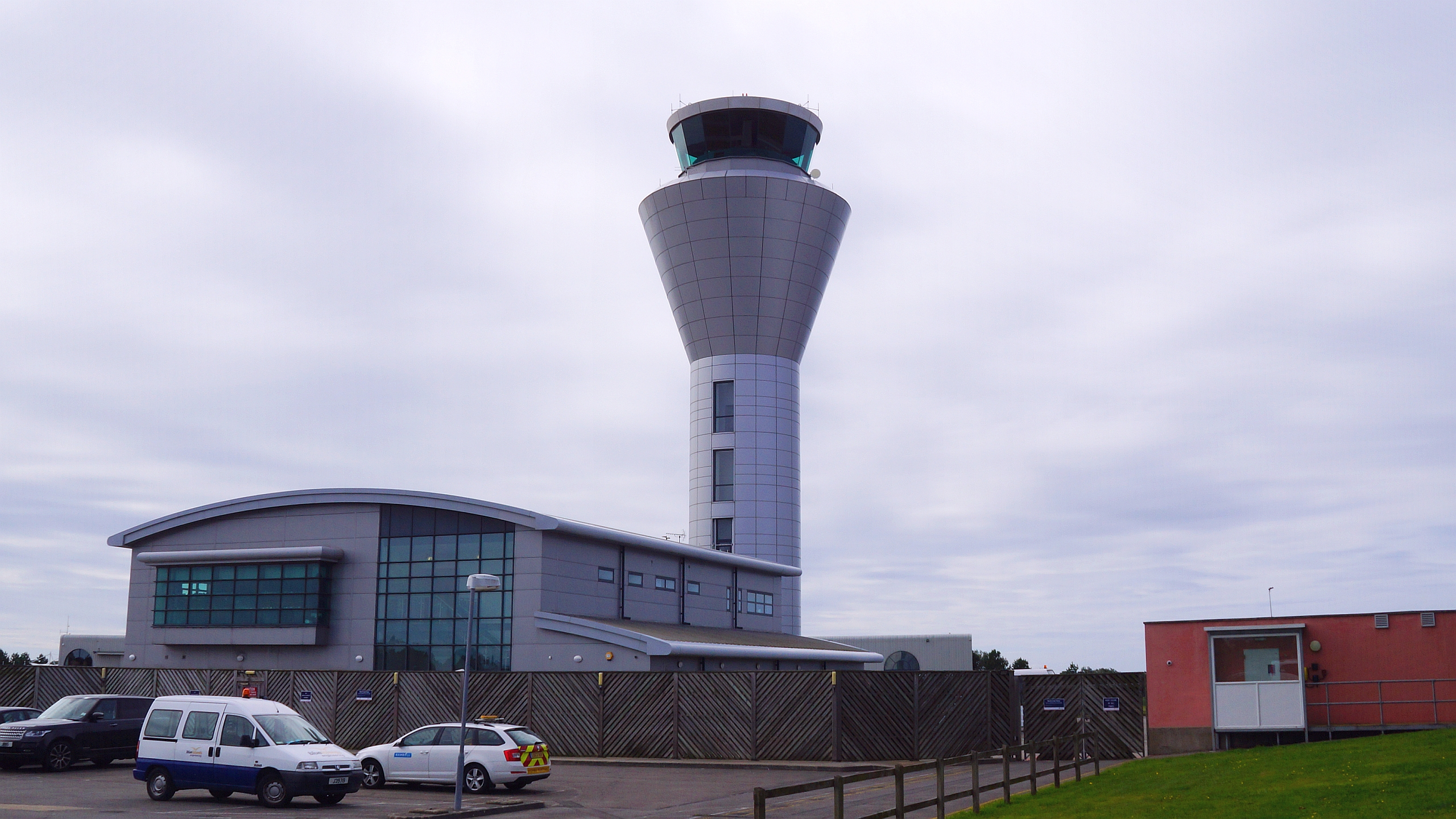
De toren van de luchthaven van Jersey